# Stade Amahoro
Stade Amahoro – wielofunkcyjny stadion w stolicy Rwandy, Kigali. Najczęściej rozgrywa się na nim mecze piłki nożnej. Stadion mieści 30 000 widzów i jest to największy tego typu obiekt w kraju.
Podczas czystek etnicznych w 1994 roku stadion, chroniony przez żołnierzy ONZ, dał schronienie 12 000 uchodźców, którzy dzięki temu przeżyli masakrę.
W 2019 roku tuż obok stadionu wybudowano halę widowiskowo-sportową Kigali Arena.